# Отуар
Отуар (фр. Autoire) насеље је и општина у јужној Француској у региону Миди Пирене, у департману Лот која припада префектури Фижак.
По подацима из 2011. године у општини је живело 337 становника, а густина насељености је износила 47,13 становника/km². Општина се простире на површини од 7,15 km². Налази се на средњој надморској висини од 300 метара (максималној 396 m, а минималној 134 m).

## Демографија
| 1962. | 1968. | 1975. | 1982. | 1990. | 1999. | 2011. |
| ----- | ----- | ----- | ----- | ----- | ----- | ----- |
| 204   | 234   | 209   | 233   | 272   | 312   | 337   |

График промене броја становника у току последњих година